# Brixham
Brixham ist eine Kleinstadt im Südwesten Englands, sie liegt am südlichen Ende der Bucht Torbay und hat 19.600 Einwohner.
Brixham gehörte früher zur Grafschaft Devon, ist aber seit 1997 Teil der selbständigen Verwaltungseinheit (Unitary Authority) Torbay. Brixham ist bekannt für seinen Fischereihafen, der zusammen mit dem Tourismus zu den Haupteinnahmequellen zählt.
Am 5. November 1688 landete der spätere König Wilhelm III. von Oranien-Nassau mit seiner niederländischen Armee im Zuge der Glorious Revolution in Brixham. Eine Statue von Wilhelm III. befindet sich direkt am Hafen der Stadt. Viele Einwohner Brixhams tragen niederländische Nachnamen. Die Straße vom Hafen hinauf zu dem steilen Hügel, auf dem die Niederländer ihr Lager errichtet hatten, heißt auch heute noch Overgang – niederländisch für Übergang. 
Auf einer Landenge befinden sich die Reste eines alten Forts aus napoleonischer Zeit.
Im Zweiten Weltkrieg war Brixham einer der Verladehäfen für die Invasion der Alliierten in der Normandie, was dem kleinen Ort einiges abverlangte. Die Rampe, auf der die Fahrzeuge in die Schiffe fuhren, ist noch zu sehen. In einem Park gibt es Geschützstellungen aus der Zeit des Zweiten Weltkrieges.
Der Fischfang dominierte das Leben in Brixham mehr als 900 Jahre lang; schon im Domesday Book (1086) wird Brixham als wichtiger Fischerhafen erwähnt. 1850 hatte die Stadt die größte Fischfangflotte Englands mit 270 Schiffen und 1600 Seeleuten. Brixham gilt als die Stadt, in der der Trawler erfunden wurde, die Brixham Trawler waren schnelle und hochseetüchtige Segelschiffe.
Nach dem Ersten Weltkrieg brach die Fischerei fast gänzlich zusammen; 1939 gab es weniger als ein halbes Dutzend Fischerboote. Erst in den 1960er Jahren erholte sich der Fischfang in Brixham.
Bis in die 1960er Jahre hatte Brixham als sehenswerter Touristenort Eisenbahnanschluss, doch ist diese Stichbahn inzwischen stillgelegt.

## Söhne und Töchter von Brixham
- William Hodges (* 1744 London; † 1797 Brixham, Devon), Maler und Teilnehmer der zweiten Cook-Expedition
- Keith Johnstone (1933–2023), Dramaturg und Schauspiellehrer

## Galerie

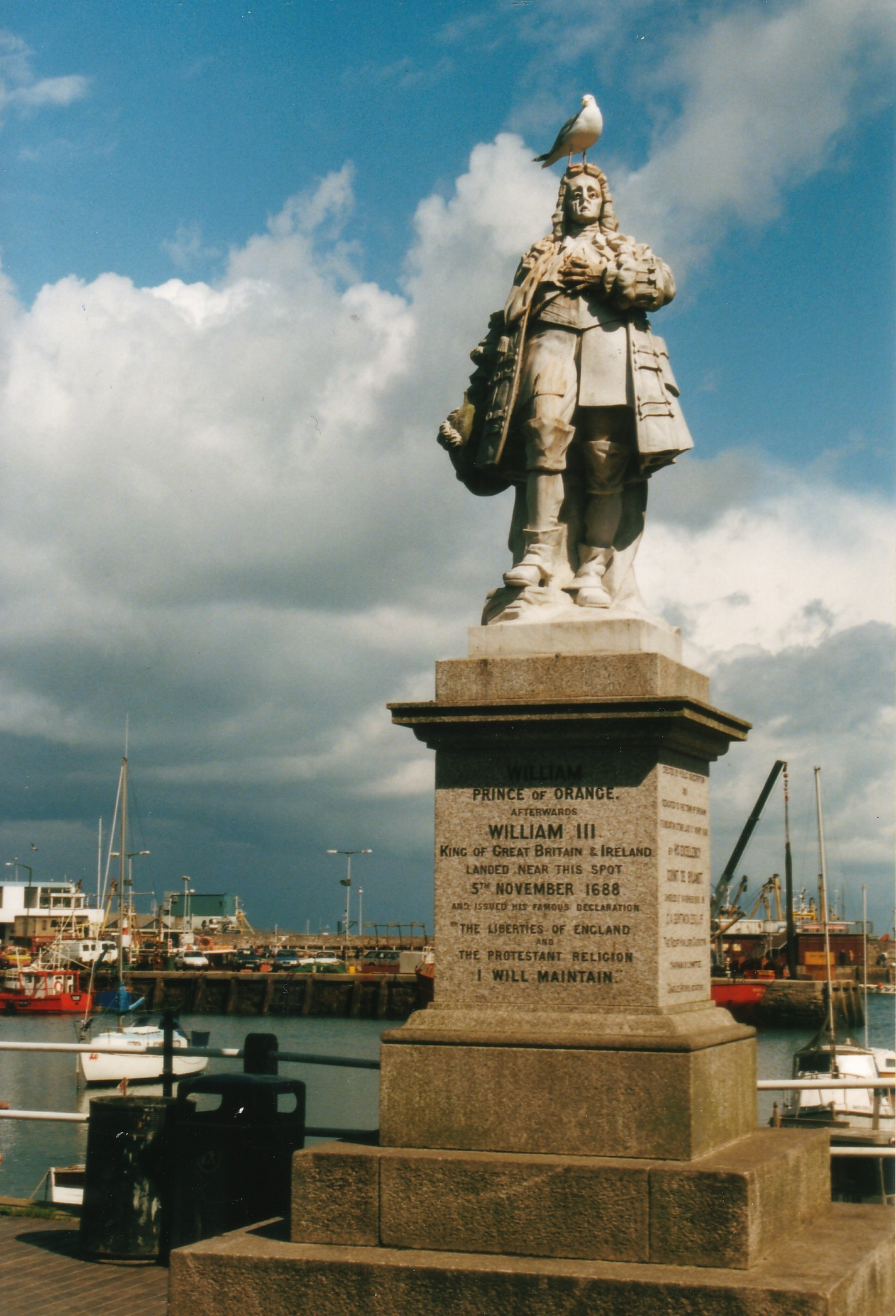
Statue von Wilhelm III. im Hafen, wo er 1688 im Zuge der Glorious Revolution landete
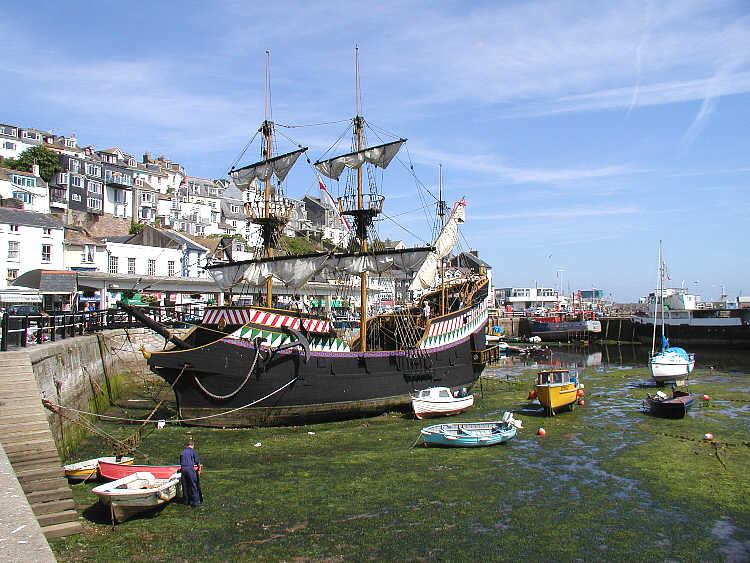
Nachbau der Golden Hinde von Sir Francis Drake im Hafen